# سانتا ماریا دلا ورسا
سانتا ماریا دلا ورسا (به ایتالیایی: Santa Maria della Versa) یک کومونه در ایتالیا است که در استان پاویا واقع شده‌است. سانتا ماریا دلا ورسا ۱۸٫۴۸ کیلومتر مربع مساحت و ۲٬۴۳۰ نفر جمعیت دارد و ۱۹۹ متر بالاتر از سطح دریا واقع شده‌است.